# 健達出奇蛋

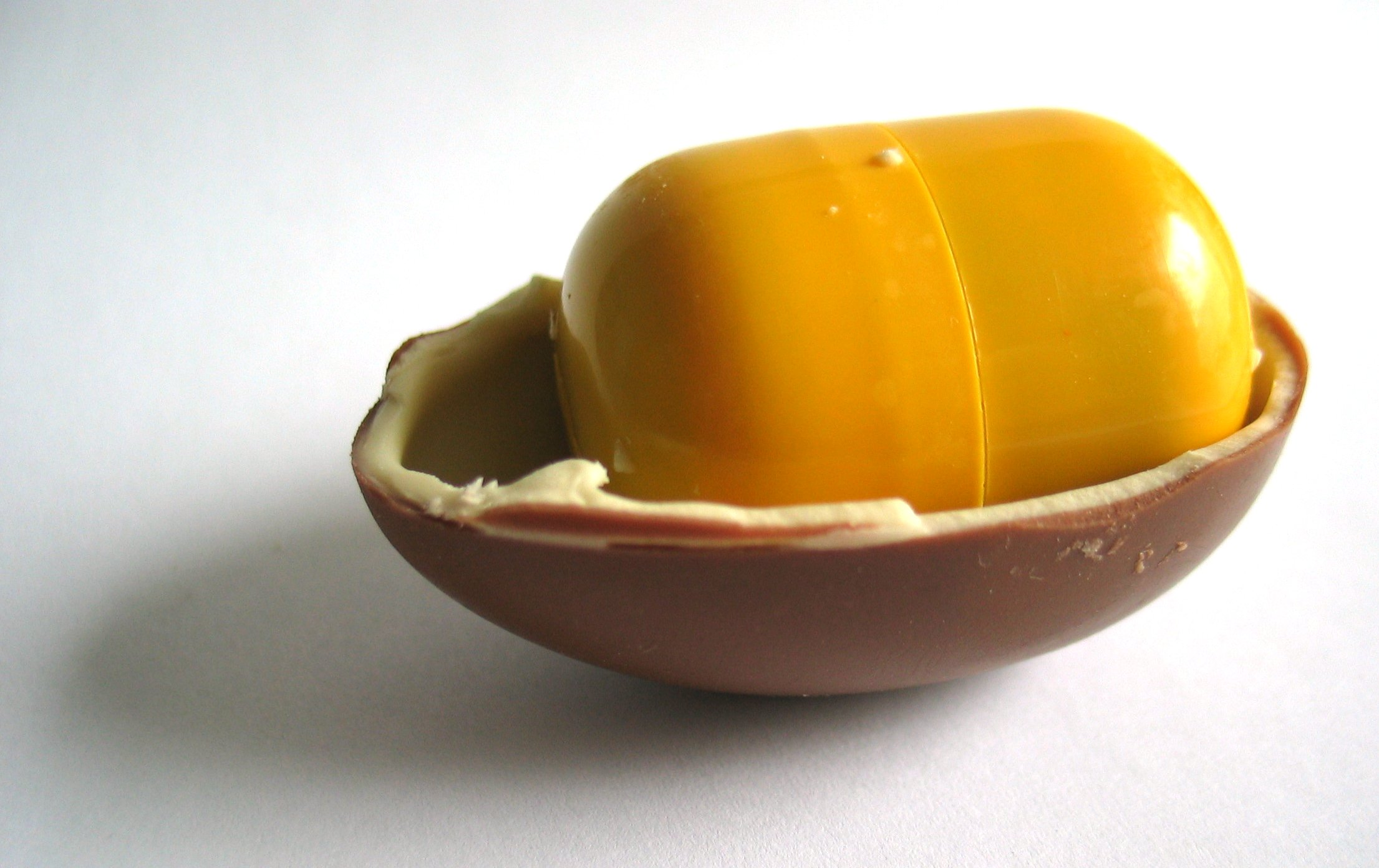
分散開出奇蛋會露出裡面用於放載玩具所製的塑膠殼

Kinder出奇蛋（英語：Kinder SURPRISE；義大利語：Kinder Sorpresa），是包含玩具的巧克力蛋，製造商是生產金莎朱古力的義大利食品商费列罗（Ferrero）。為了符合各國針對玩具小配件安全指標，2009年前製造商已把放載玩具的塑膠殼兩端聯繫起來，而盒裝的Kinder出奇蛋都有註明只供三歲以上孩子享用。
健達出奇蛋在美国是違禁品，不得販售或進口，因為《聯邦食品、藥品和化妝品法案》禁止甜食中完全包含對甜食毫無益處的東西。費列羅於2001年推出朱古力和玩具容器各佔蛋型包裝一半的健達奇趣蛋，但同样不符合法案而強調美國不能販售或進口。

## 配料
- 外層為鬆脆美味的可可醬，內層為可補充營養的牛奶，內含用塑膠殼包覆住的新奇小玩具，因此廣告宣傳詞為「三個願望，一次滿足」
- 糖、棕櫚油、 脫脂奶粉、小麥麵粉、低脂可可粉、可可脂、奶粉、烘培小麥胚芽、小麥澱粉、可可漿、大麥芽萃粉、卵磷脂（大豆）、葵花油、乳清蛋白、香料、膨脹劑（碳酸氫銨, 碳酸氫鈉）、 鹽。
- 總牛奶組成部分：20%
- 總可可固形物：5.5%

## 外部連結
- 健達 官方網站 （页面存档备份，存于）
- 健達 官方的Facebook專頁